# Двоструко клатно
У физици и математици, у области динамичких система, двоструко клатно је клатно које има причвршћено друго клатно на његовом крају, формирајући једноставан физички систем који показује богато динамичко понашање са великом осетљивошћу на почетне услове .  Покрет двоструког клатна управља се низом спојених обичних диференцијалних једначина и хаотично је .

## Анализа и тумачење
Можемо приметити неколико варијанти двоструког клатна; два крака која би могла бити једнаке или неједнаке дужине и масе, затим могу бити проста или сложена клатна (другачије се називају и комплексна клатна) као и кретање које може бити у три димензије или ограничено на вертикалну раван. У следећој анализи, краци се сматрају идентичним сложеним клатнима дужине l и масе m, а кретање је ограничено на две димензије.
У сложеном клатну, маса се налази дуж његове дужине. Ако је маса равномерно распоређена, онда је центар масе сваког крака у његовој средини, а крак има момент инерције од I = 1/12ml2 око те тачке.
Корисно је користити углове између сваког крака и вертикале које су представљене као генерализоване координате које дефинишу конфигурацију система. Тако представљени углови су означени као координате θ1 и θ2 . Положај центра масе сваког штапа може да буде написан на основу ове две координате. Ако се предпоставља да је почетак Декартовог координатног система у тачки суспензије првог клатна, онда се центар масе овог клатна налази у:
{\displaystyle {\begin{aligned}x_{1}&={\frac {l}{2}}\sin \theta _{1}\\y_{1}&=-{\frac {l}{2}}\cos \theta _{1}\end{aligned}}},
а центар масе другог клатна је на
{\displaystyle {\begin{aligned}x_{2}&=l\left(\sin \theta _{1}+{\tfrac {1}{2}}\sin \theta _{2}\right)\\y_{2}&=-l\left(\cos \theta _{1}+{\tfrac {1}{2}}\cos \theta _{2}\right)\end{aligned}}}
Ово је довољно информација да се напише Лагранжијан.

### Лагранжијан
Лагранжијан је
{\displaystyle {\begin{aligned}L&={\text{kinetic energy}}-{\text{potential energy}}\\&={\tfrac {1}{2}}m\left(v_{1}^{2}+v_{2}^{2}\right)+{\tfrac {1}{2}}I\left({{\dot {\theta }}_{1}}^{2}+{{\dot {\theta }}_{2}}^{2}\right)-mg\left(y_{1}+y_{2}\right)\\&={\tfrac {1}{2}}m\left({{\dot {x}}_{1}}^{2}+{{\dot {y}}_{1}}^{2}+{{\dot {x}}_{2}}^{2}+{{\dot {y}}_{2}}^{2}\right)+{\tfrac {1}{2}}I\left({{\dot {\theta }}_{1}}^{2}+{{\dot {\theta }}_{2}}^{2}\right)-mg\left(y_{1}+y_{2}\right)\end{aligned}}}
Први појам је линеарна кинетичка енергија центра масе тела, а други појам представља кинетичку енергију ротације око центра масе сваког штапа. Последњи појам јесте потенцијална енергија тела у једноличном гравитационом пољу. Тачкаста нотација означава временски извод променљиве која се помиње.
Замена горњих координата и преуређење једначине даје
{\displaystyle L={\tfrac {1}{6}}ml^{2}\left({{\dot {\theta }}_{2}}^{2}+4{{\dot {\theta }}_{1}}^{2}+3{{\dot {\theta }}_{1}}{{\dot {\theta }}_{2}}\cos(\theta _{1}-\theta _{2})\right)+{\tfrac {1}{2}}mgl\left(3\cos \theta _{1}+\cos \theta _{2}\right).}
Постоји само једна сачувана количина (енергија) и нема сачуваних импулса. Два генерализована момента могу бити написане као:
{\displaystyle {\begin{aligned}p_{\theta _{1}}&={\frac {\partial L}{\partial {{\dot {\theta }}_{1}}}}={\tfrac {1}{6}}ml^{2}\left(8{{\dot {\theta }}_{1}}+3{{\dot {\theta }}_{2}}\cos(\theta _{1}-\theta _{2})\right)\\p_{\theta _{2}}&={\frac {\partial L}{\partial {{\dot {\theta }}_{2}}}}={\tfrac {1}{6}}ml^{2}\left(2{{\dot {\theta }}_{2}}+3{{\dot {\theta }}_{1}}\cos(\theta _{1}-\theta _{2})\right).\end{aligned}}}
Ови изрази се могу обрнути да би се добили
{\displaystyle {\begin{aligned}{{\dot {\theta }}_{1}}&={\frac {6}{ml^{2}}}{\frac {2p_{\theta _{1}}-3\cos(\theta _{1}-\theta _{2})p_{\theta _{2}}}{16-9\cos ^{2}(\theta _{1}-\theta _{2})}}\\{{\dot {\theta }}_{2}}&={\frac {6}{ml^{2}}}{\frac {8p_{\theta _{2}}-3\cos(\theta _{1}-\theta _{2})p_{\theta _{1}}}{16-9\cos ^{2}(\theta _{1}-\theta _{2})}}.\end{aligned}}}
{\displaystyle {\begin{aligned}{{\dot {p}}_{\theta _{1}}}&={\frac {\partial L}{\partial \theta _{1}}}=-{\tfrac {1}{2}}ml^{2}\left({{\dot {\theta }}_{1}}{{\dot {\theta }}_{2}}\sin(\theta _{1}-\theta _{2})+3{\frac {g}{l}}\sin \theta _{1}\right)\\{{\dot {p}}_{\theta _{2}}}&={\frac {\partial L}{\partial \theta _{2}}}=-{\tfrac {1}{2}}ml^{2}\left(-{{\dot {\theta }}_{1}}{{\dot {\theta }}_{2}}\sin(\theta _{1}-\theta _{2})+{\frac {g}{l}}\sin \theta _{2}\right).\end{aligned}}}
Ове последње четири једначине су експлицитне формуле за временску еволуцију система с обзиром на његово тренутно стање. Није могуће ићи даље и интегрисати ове једначине у израз у затвореном облику, да бисмо добили формуле за θ1 и θ2 као функције времена. Међутим, ову интеграцију је могуће извести на нумерички начин, користећи Рунге Кутта методу или сличне технике.

## Хаотично кретање
Двоструко клатно је пролази кроз хаотично кретање и показује да је осетљив на зависност од почетних услова. Слика десно показује количину времена које је прошло пре него што се клатно преокренуло, као функцију почетне позиције када је пуштено у мировању. Овде се почетна вредност θ1 креће дуж x -смера од −3,14 до 3,14. Почетна вредност θ2 се креће дуж y -смера, од −3,14 до 3,14. Боја сваког од ових пиксела показује да ли се било које клатно окреће унутар:
- {\displaystyle {\sqrt {\frac {l}{g}}}} (црно)
- {\displaystyle 10{\sqrt {\frac {l}{g}}}} (црвено)
- {\displaystyle 100{\sqrt {\frac {l}{g}}}} (зелено)
- {\displaystyle 1000{\sqrt {\frac {l}{g}}}} (плаво) или
- {\displaystyle 10000{\sqrt {\frac {l}{g}}}} (љубичасто).

Почетни услови који не доводе до преокрета унутар {\displaystyle 10000{\sqrt {\frac {l}{g}}}} су исцртане белом бојом.
Граница средишњег белог региона је делимично дефинисана штедњом енергије са следећом кривом:
{\displaystyle 3\cos \theta _{1}+\cos \theta _{2}=2.}
Унутар региона дефинисаног овом кривом, то је ако
{\displaystyle 3\cos \theta _{1}+\cos \theta _{2}>2,},
тада је енергетски немогуће да се било које клатно окрене. Изван овог подручја, клатно може окретати, али питање одређивања, односно када ће се окренути је веома сложено. Слично понашање се примећује код двоструког клатна које је састављено од две тачке масе, уместо од два штапа са распоређеном масом. 
Мањак природне фреквенције побуде довео је до тода да се користи систем двоструког клатна у пројектима сеизмичке отпорности у зградама, где је сама зграда примарно обрнуто клатно, а секундарна маса је повезана да комплетира двоструко клатно.